# Alfred Niepieklo
Alfred Niepieklo (* 11. Juni 1927 in Castrop-Rauxel; † 2. April 2014 ebenda) war ein deutscher Fußballspieler. Der Stürmer absolvierte bei Borussia Dortmund in der damals erstklassigen Fußball-Oberliga West von 1951 bis 1960 insgesamt 173 Ligaspiele mit 104 Toren und wurde mit dem BVB 1956 und 1957 zweimal Deutscher Meister.

## Laufbahn

### Vereine
Niepieklo wuchs in Bladenhorst auf. Das Fußballspielen erlernte er bei den Rot-Schwarzen von Castrop 02, mit denen er 1949/50 als Spielmacher und Torschützenkönig den Aufstieg in die Bezirksliga erreichte.
1951 wechselte er zu Borussia Dortmund, wo er ab der Saison 1954/55 nach dem Zugang von Mittelstürmer Alfred Kelbassa mit dem weiteren Halbstürmer Alfred Preißler im damals gepflegten WM-System das legendäre Innentrio der Drei Alfredos bildete. Der beidfüßige Eckball- und Flankenspezialist wurde sofort mit seiner Balltechnik und Torgefährlichkeit zu einem unverzichtbaren Bestandteil der Elf vom Stadion Rote Erde. Er erzielte in seiner Debütsaison in der Oberliga West, 1951/52, auf Anhieb in 23 Einsätzen 19 Tore. Debütiert hatte er am 19. August 1951 beim 2:2-Heimremis gegen Rot-Weiss Essen, wo er seinen neuen Verein vor 35.000 Zuschauern auch mit 1:0 in Führung geschossen hatte. Nach der Rückkehr von „Adi“ Preißler aus Münster zur Saison 1952/53 erlebte er unter Trainer Hans „Bumbas“ Schmidt den ersten Meisterschaftsgewinn in der Oberliga West. Preißler hatte 15 und „Niepo“ 17 zu den insgesamt 87 Toren in der Verbandsrunde beigesteuert. In seiner ersten Endrunde um die deutsche Meisterschaft kam er 1953 in allen sechs Gruppenspielen zum Einsatz und erzielte zwei Tore. Er bildete mit Hans Flügel die linke Angriffsseite. Der VfB Stuttgart zog punktgleich mit 10:2 Punkten, knapp vor den Schwarz-Gelben, in das Finale ein.
Unter Trainer Helmut Schneider wurde die Saison 1955/56 zu seinem herausragenden Jahr bei der Borussia. In der Oberliga West setzte er sich mit 24 Treffern an die Spitze der Torschützenliste, gewann mit seiner Mannschaft die Meisterschaft und setzte sich auch in der Endrunde in den Gruppenspielen gegen den VfB Stuttgart, Viktoria 89 Berlin und den Hamburger SV durch. Im Endspiel am 24. Juni 1956 in Berlin gegen den Süddeutschen Meister Karlsruher SC erzielte er sein zehntes Tor beim 4:2-Erfolg in der erfolgreichen Endrunde. In der Angriffsbesetzung mit Wolfgang Peters, Alfred Preißler, Alfred Kelbassa, Alfred Niepieklo und Linksaußen Helmut Kapitulski holte das Team um Torjäger Niepieklo die Deutsche Meisterschaft nach Dortmund.
In der folgenden Spielzeit 1956/57 verhinderten Krankheit und Verletzungen den Torschützenkönig des Vorjahres an der Wiederholung seiner Leistung. In der Oberliga musste er sich mit 15 Einsätzen und einem Tor begnügen; der junge Aki Schmidt vertrat ihn als Halbstürmer, und „Fredy“ Kelbassa übernahm bei der Titelverteidigung in der Westliga mit 30 Toren die Torjägerkrone. In der Endrunde setzte Trainer Schneider aber wiederum auf Niepieklo und das Eingespieltsein des Titelverteidigers. In den Gruppenspielen gegen Kickers Offenbach, 1. FC Kaiserslautern und Hertha BSC traf der Halbstürmer prompt dreimal in die gegnerischen Gehäuse und stand am 23. Juni 1957 in Hannover gegen den Hamburger SV erneut im Endspiel um die Deutsche Meisterschaft. Im Finale gelangen Niepieklo beim 4:1-Erfolg trotz der Bewachung durch den jungen HSV-Außenläufer Jürgen Werner zwei Treffer. Insgesamt lief er in den Endrunden von 1953 bis 1957 in 17 Spielen für Dortmund auf und erzielte dabei auch 17 Tore.
In den Europapokalspielen ragten 1956 das torlose Spiel gegen Manchester United und 1958 die zwei Partien gegen den AC Mailand heraus. Im San Siro setzte sich das Team um Cesare Maldini, Nils Liedholm, Ernesto Grillo und Luigi Radice klar mit 4:1 Toren durch, und Niepieklo und Kollegen waren damit nach dem 1:1-Heimremis aus dem Rennen.
In der Saison 1958/59 kam er unter dem neuen Trainer Max Merkel nur noch zu fünf Einsätzen und erzielte dabei fünf Tore. Sein letztes Oberligaspiel bestritt der langjährige Sturmpartner von Preißler und Kelbassa am 19. April 1959 beim 6:2-Heimerfolg gegen Viktoria Köln. Der BVB war im Angriff mit Peters, Konietzka, Kelbassa, Niepieklo und Manfred Koslowski auf Linksaußen angetreten. Ab der Runde 1959/60 setzte Merkel auf das Angriffspaar Jürgen Schütz und Friedhelm „Timo“ Konietzka, und damit war die aktive Spielerlaufbahn Niepieklos bei Borussia Dortmund beendet. Er erzielte bis 1960 in 198 Pflichtspielen 125 Tore für die Schwarz-Gelben.
Niepieklo ließ nach 1960 seine sportliche Laufbahn in Iserlohn bei Letmathe 07 ausklingen. Auch danach blieb er Borussia Dortmund gewogen: Bis zu seinem Tod im April 2014 gehörte er dem Ältestenrat des BVB an.

### Auswahlmannschaften
In der Auswahl des Regionalverbandes Westdeutschland fand der Techniker und Torschütze in den zwei Repräsentativspielen am 1. Februar 1953 gegen das Saarland (7:0) und am 10. Oktober des gleichen Jahres gegen Norddeutschland (2:0) Berücksichtigung. In die Auswahl der Fußballnationalmannschaft für die Weltmeisterschaft 1954 in der Schweiz reichte es nicht. Dass er auch nicht in seiner überragenden Saison 1955/56 in der Nationalmannschaft berücksichtigt wurde, ist aus der zeitlichen Distanz nur schwerlich nachzuvollziehen. Fanden doch in diesem Spieljahr acht A-Länderspiele statt, wovon der amtierende Weltmeister die fünf Spiele gegen die Sowjetunion (2:3), Jugoslawien (1:3), Italien (1:2), Niederlande (1:2) und England (1:3) verlor und lediglich zu zwei Erfolgen gegen Norwegen und ein Remis gegen Schweden kam. Heinrich Peuckmann hält dazu in seinem Buch „Die Helden aus dem Fußball-Westen“ folgendes fest: „Alfred Niepieklo ist kein einziges Mal berücksichtigt worden, aus heutiger Sicht ein unglaublicher Vorgang. Mit seinen Toren hat er immerhin zwei Endspiele entschieden, in der Saison 1955/56 hat er insgesamt 44 Tore erzielt, zehn davon in der Endrunde zur Meisterschaft“. Niepieklo schreibt er zum Thema Nationalmannschaft die Aussage zu: „Ein Trainer muss sich die Spieler aussuchen, mit denen er spielen will. Und mich hat Herberger eben nicht haben wollen. So etwas ist allein die Entscheidung des Trainers.“

## Privat
Privat war Niepieklo seinem Mannschaftskollegen Kelbassa ebenfalls eng verbunden: Seine Tochter heiratete den Sohn seines Sturmpartners, aus deren Verbindung ein gemeinsamer Enkel der beiden Stürmer hervorging. Zuletzt wohnte er im Castrop-Rauxeler Ortsteil Frohlinde.

## Erfolge und Auszeichnungen
mit Borussia Dortmund:
- Deutscher Meister: 1955/56, 1956/57
- Torschützenkönig in der Oberliga West: 1955/56 mit 24 Toren